# ジョヴァンニ・ベッリーニ

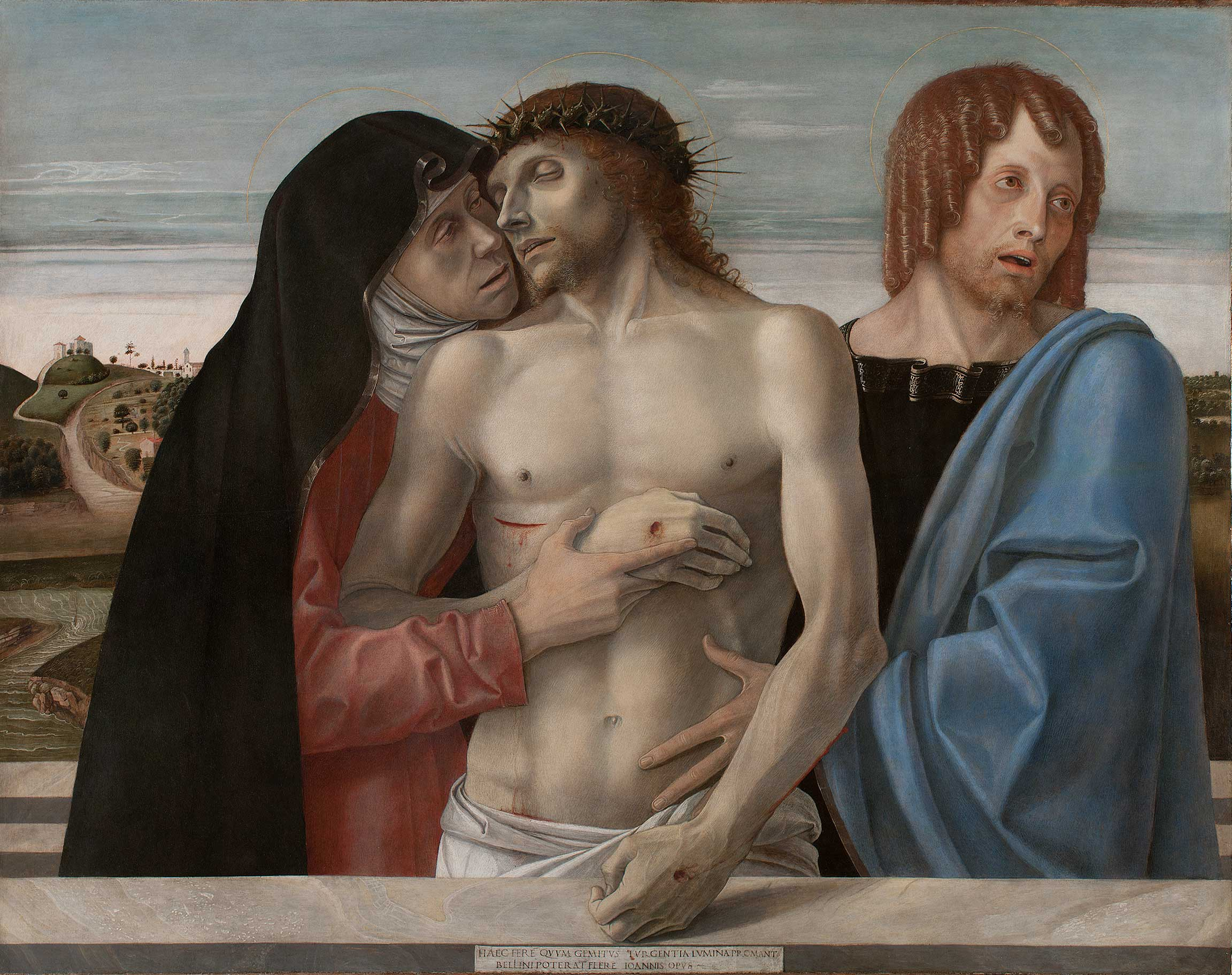
『ピエタ』1460
板、テンペラ
86 × 107 cm
ブレラ絵画館 (ミラノ)

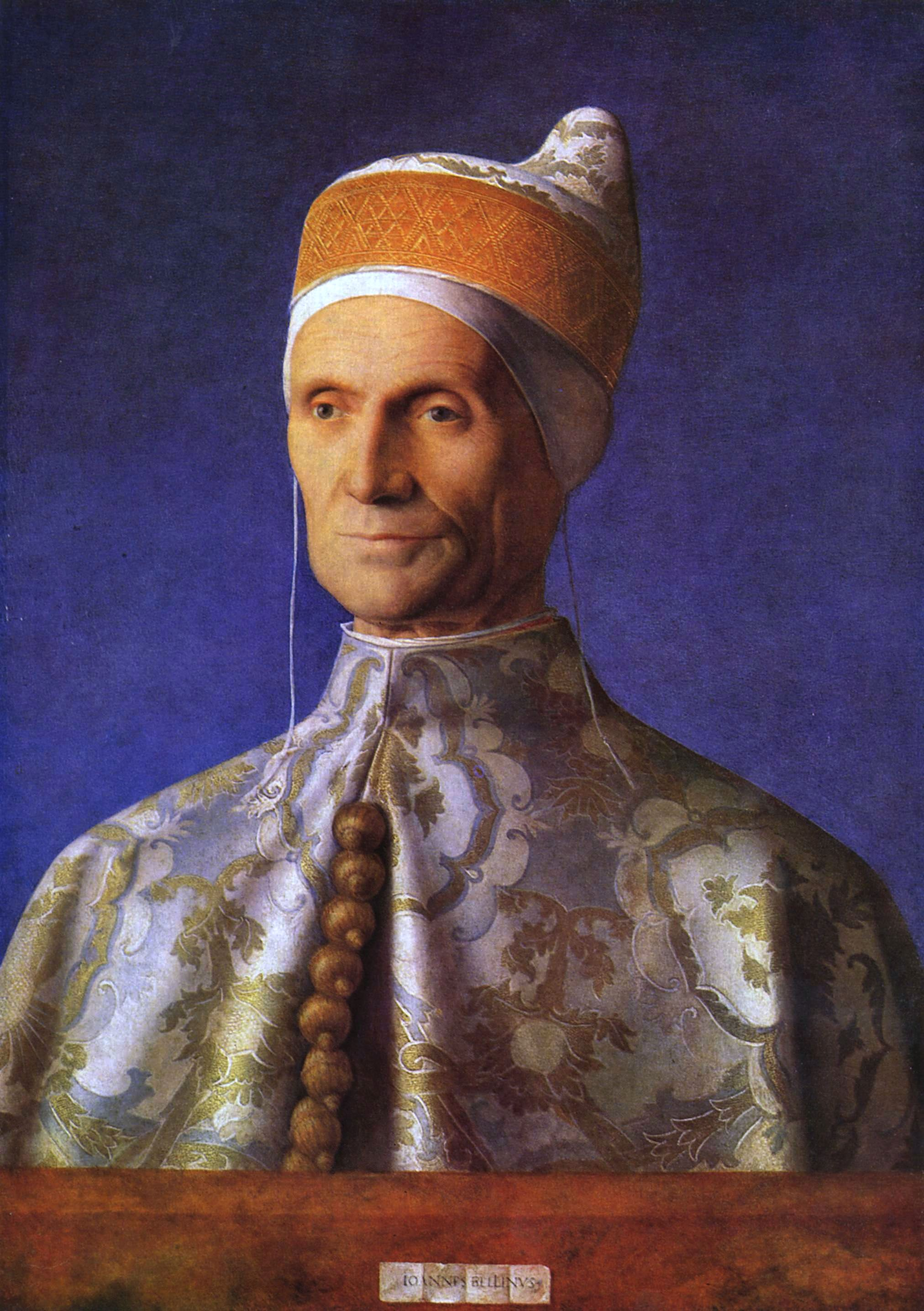
『総督レオナルド・ロレダンの肖像 』1501頃
板、油彩
61.5 × 45 cm
ナショナル ギャラリー（ロンドン）

ジョヴァンニ・ベッリーニ（Giovanni Bellini, 1430年頃 - 1516年）は、イタリアルネサンス期の画家。画家一族で知られるベッリーニ家の中で最も重要な画家である。
ヴェロネーゼ、ティツィアーノ、ジョルジョーネ、ティントレットらを生んだヴェネツィア派の第一世代を代表する画家であり、15世紀同派最大の巨匠である。父のヤーコポ・ベリーニ、兄のジェンティーレ・ベリーニもそれぞれ高名な画家である。また、パドヴァ派の大画家マンテーニャは義兄弟にあたり（ジョヴァンニの姉ニコロシアはマンテーニャと結婚）、ベリーニ兄弟の画風は、マンテーニャの硬質で理知的な絵画からも影響を受けている。1460年作の『ピエタ』は伝統的な画材であるテンペラを用い、硬質な画風にはマンテーニャの影響がみられるが、1480年頃から新しい技法である油彩を用い、柔和な表現と華麗な色彩が特色の、ヴェネツィア派風の作風に移行する。
ジョヴァンニの生年は不明だが、1430年頃と推定され、没年である1516年には80代半ばの高齢であったが、晩年に至っても筆力は衰えなかったことが、現存する作品からうかがえる。彼は長い画業の間に多くの聖母子像を残した。それらは、伝統的な図像に則りながらも、ごく普通の母子の肖像画のような人間味と親近感を与えるものである。
カクテルのベッリーニの名前は彼に由来する。

## ギャラリー

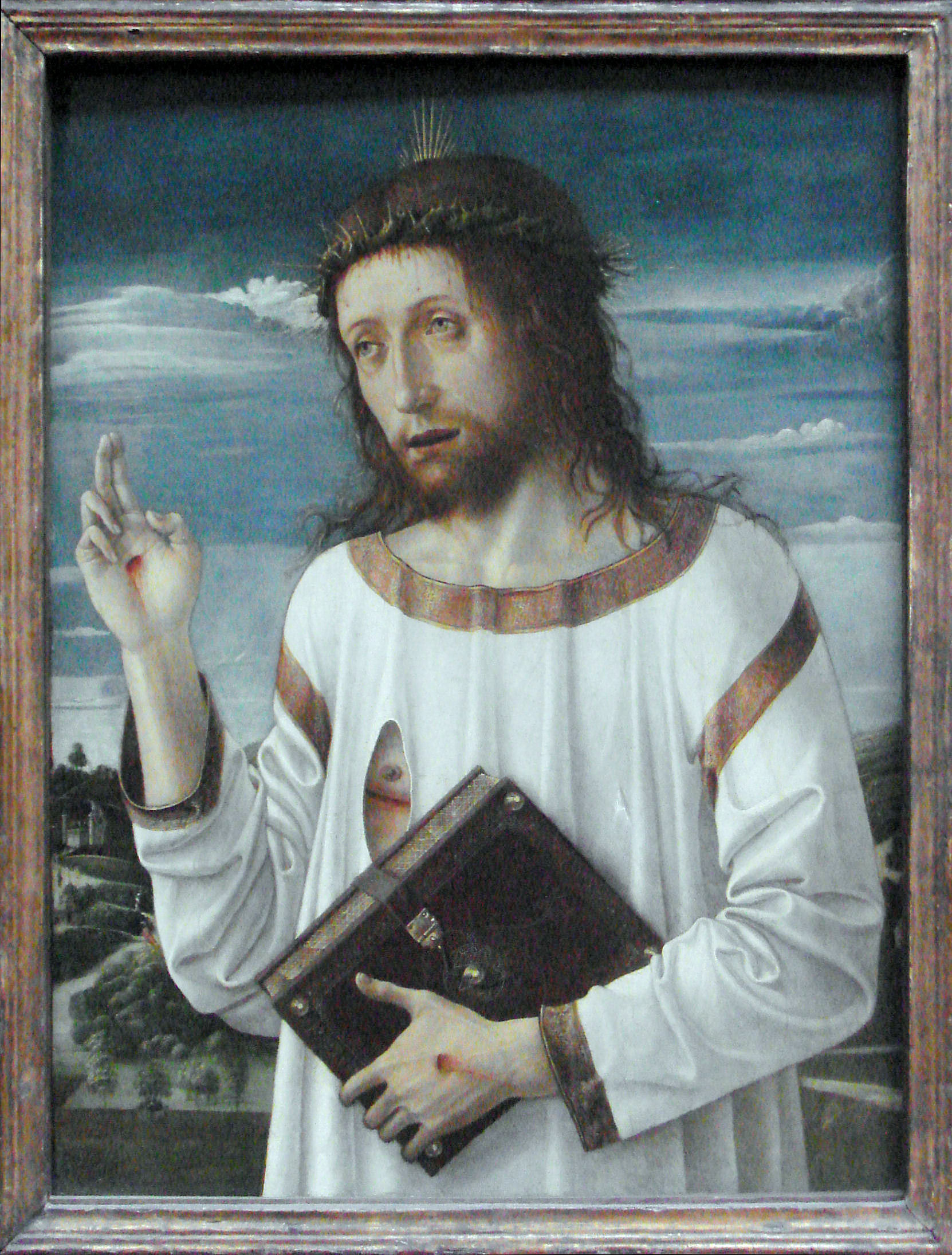
『祝福するキリスト』(1460年代初頭)、ルーヴル美術館 (パリ)
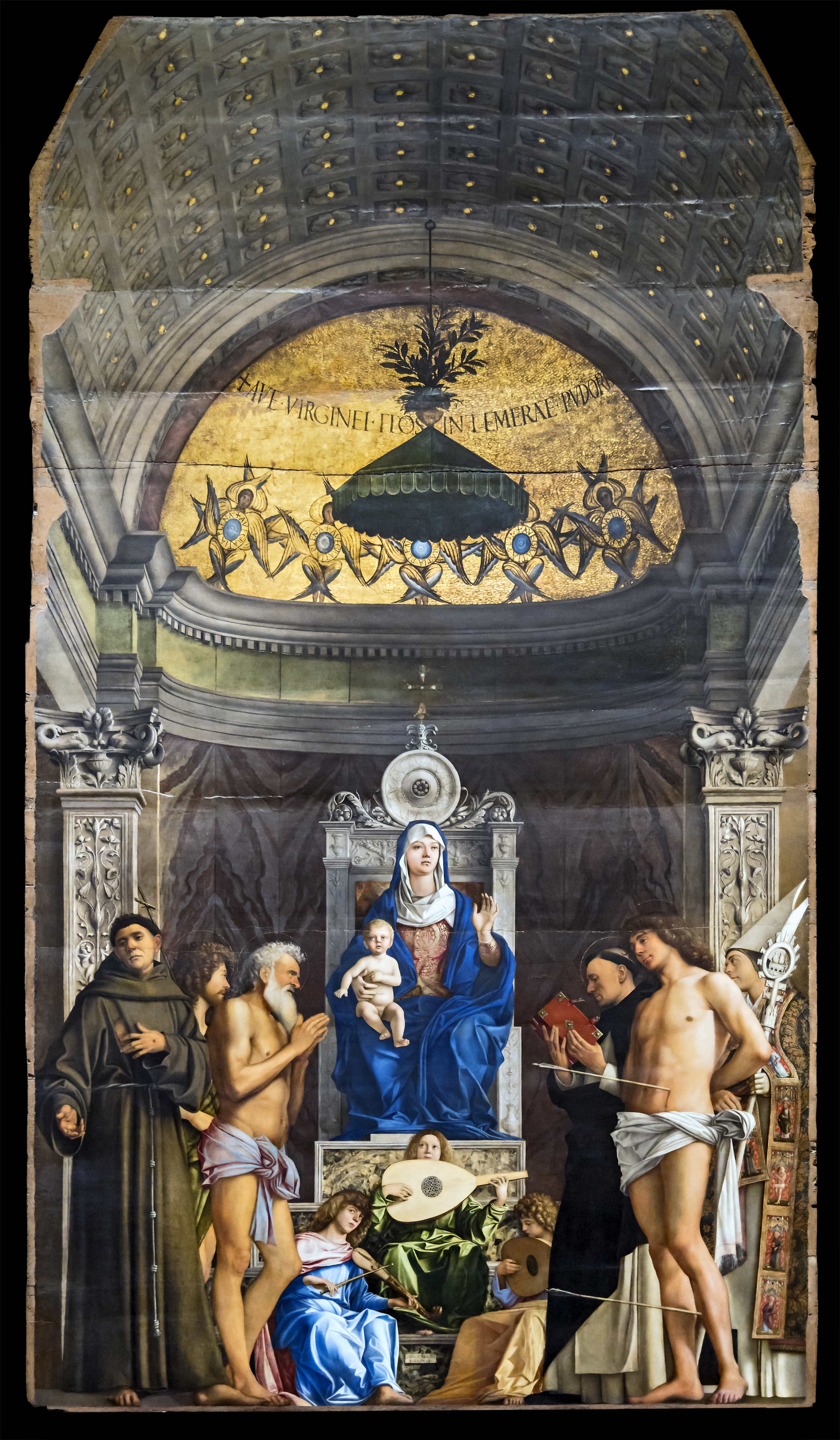
『サン・ジョッベ祭壇画』(1487年頃)、アカデミア美術館 (ヴェネツィア)
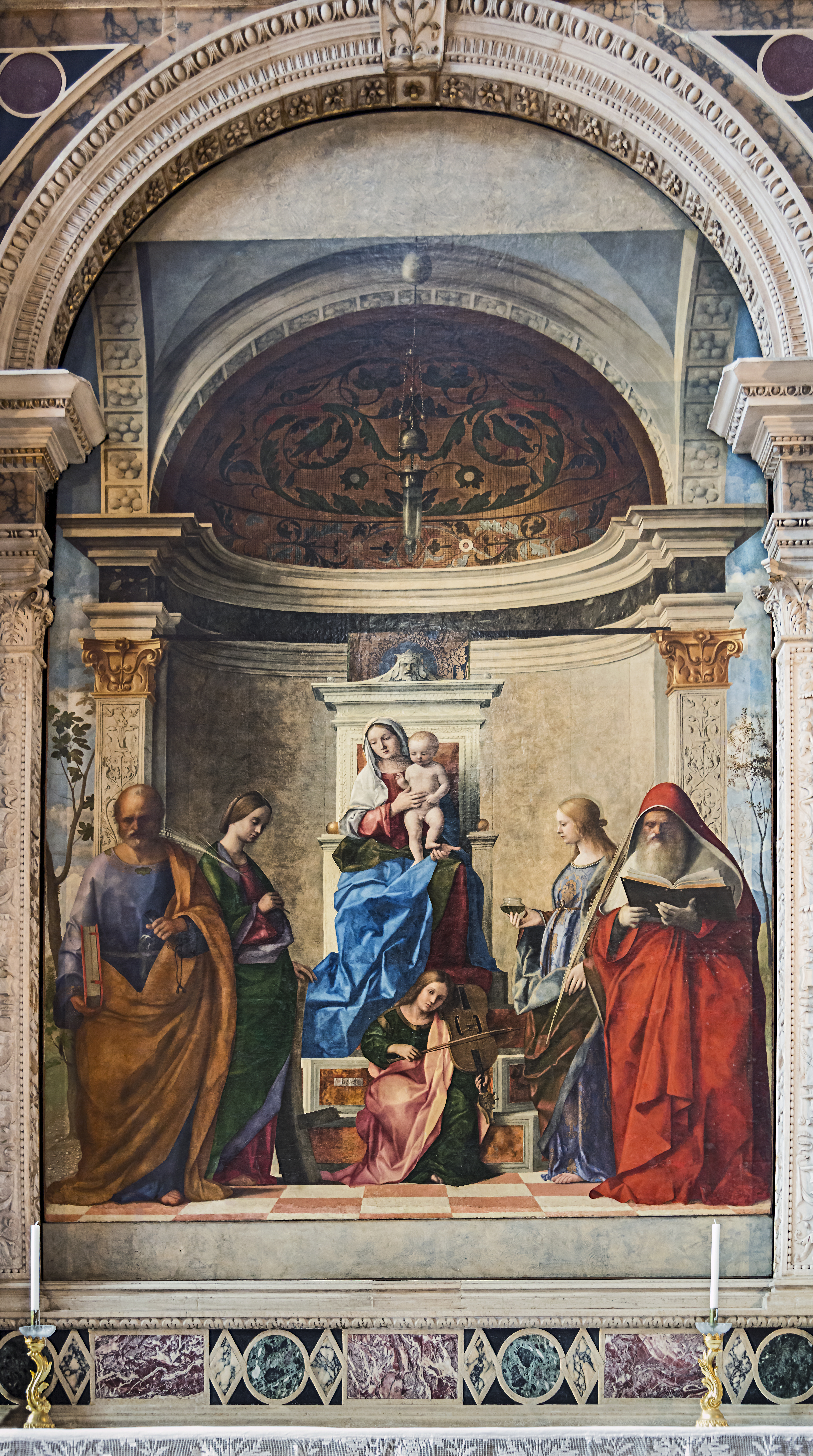
『聖ザカリア祭壇画』(1505年)、サン・ザッカーリア教会 (ヴェネツィア)

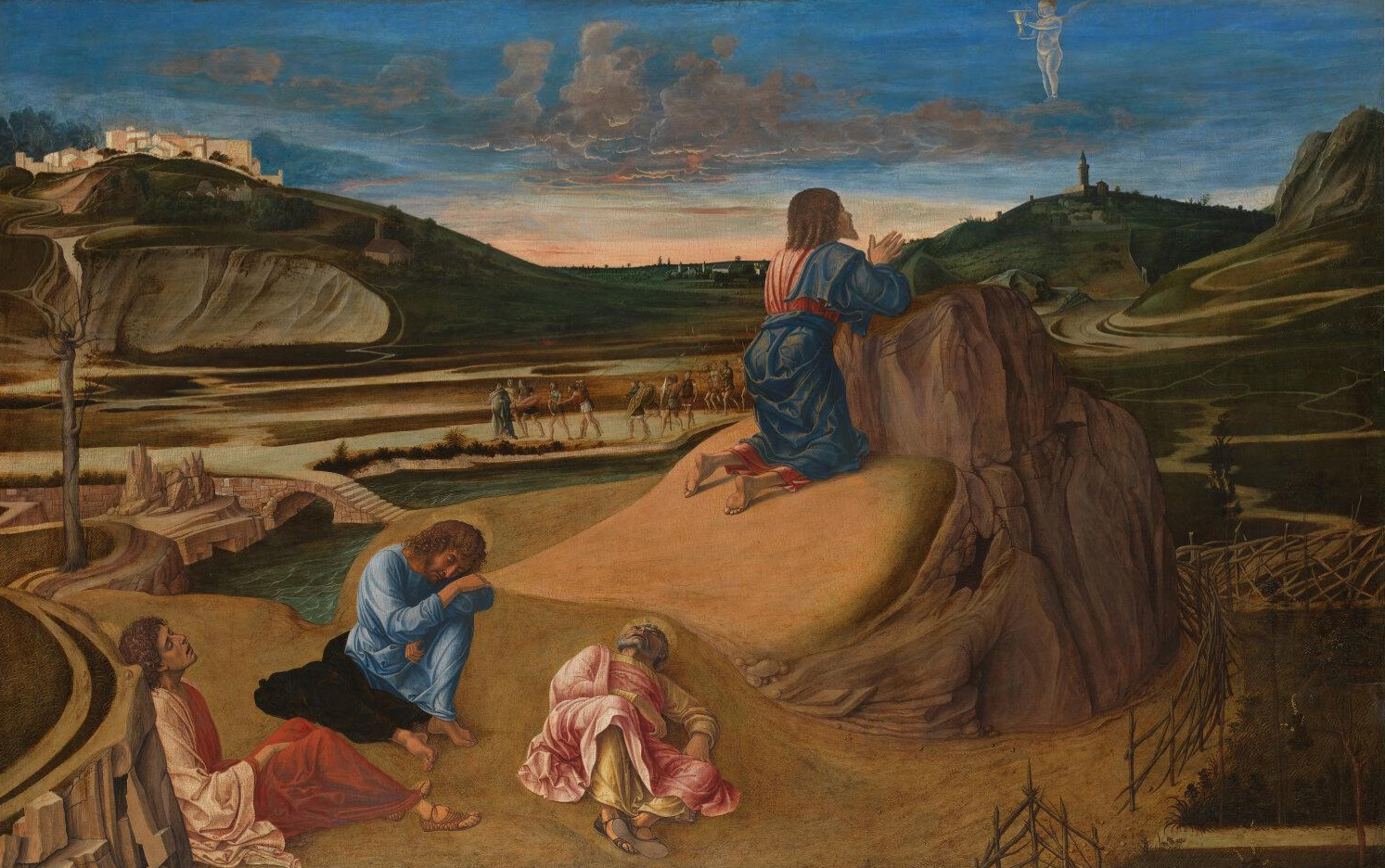
『ゲッセマネの祈り』(1458-1460年頃)、ナショナル・ギャラリー (ロンドン)
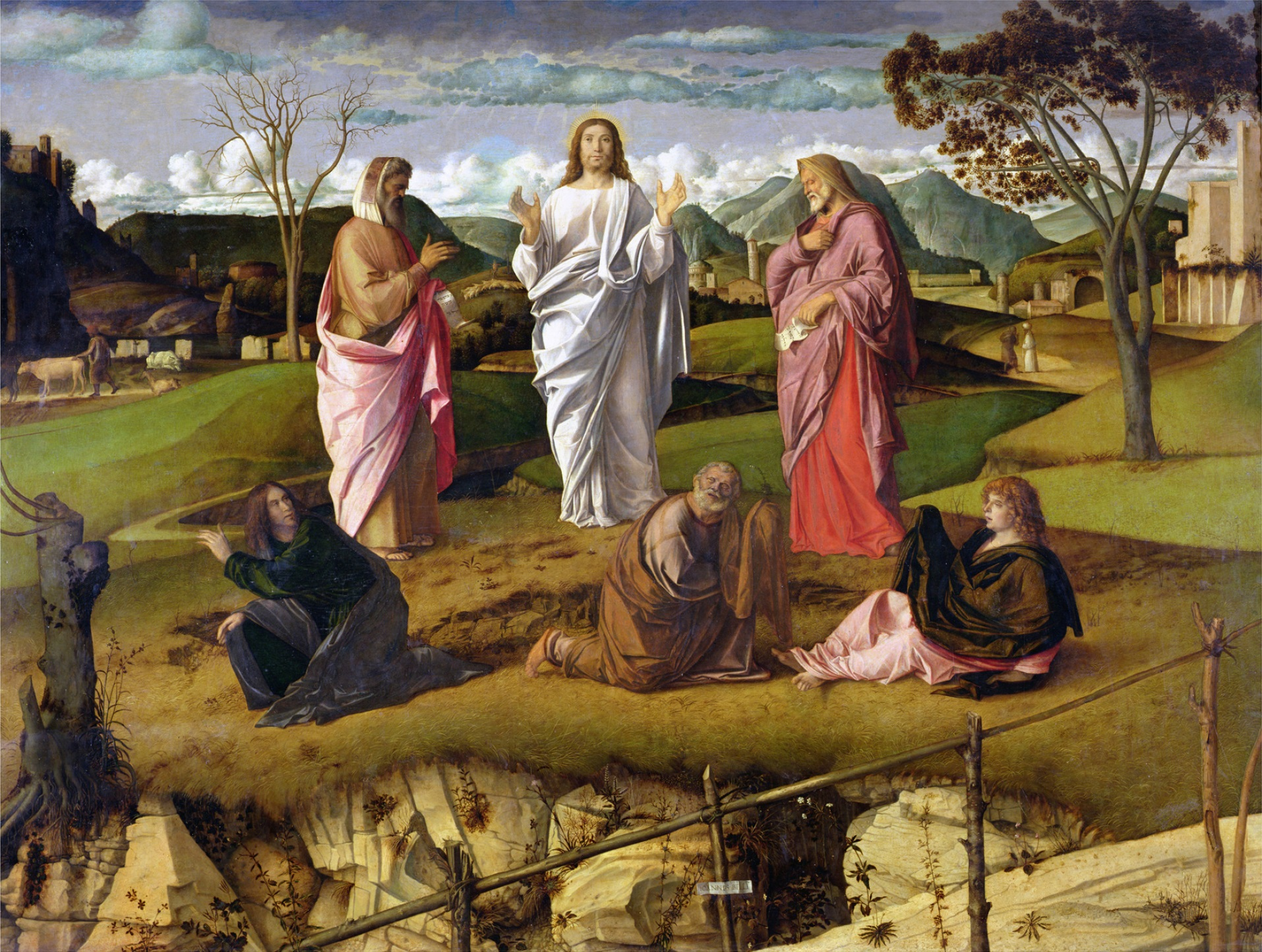
『キリストの変容』(1487年頃)、カポディモンテ美術館 (ナポリ)
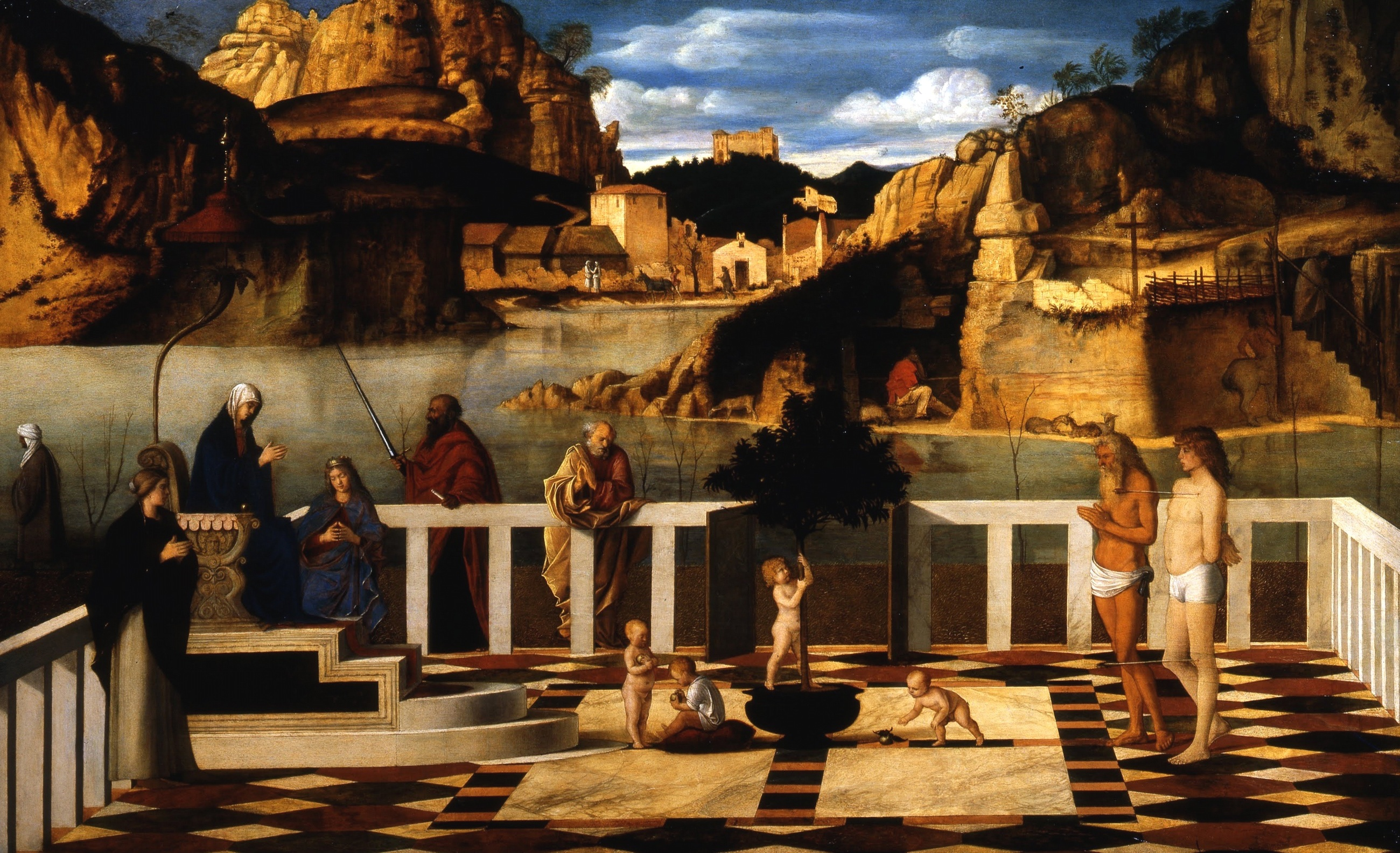
『聖なる寓意』(1500年頃)、ウフィツィ美術館 (フィレンツェ)
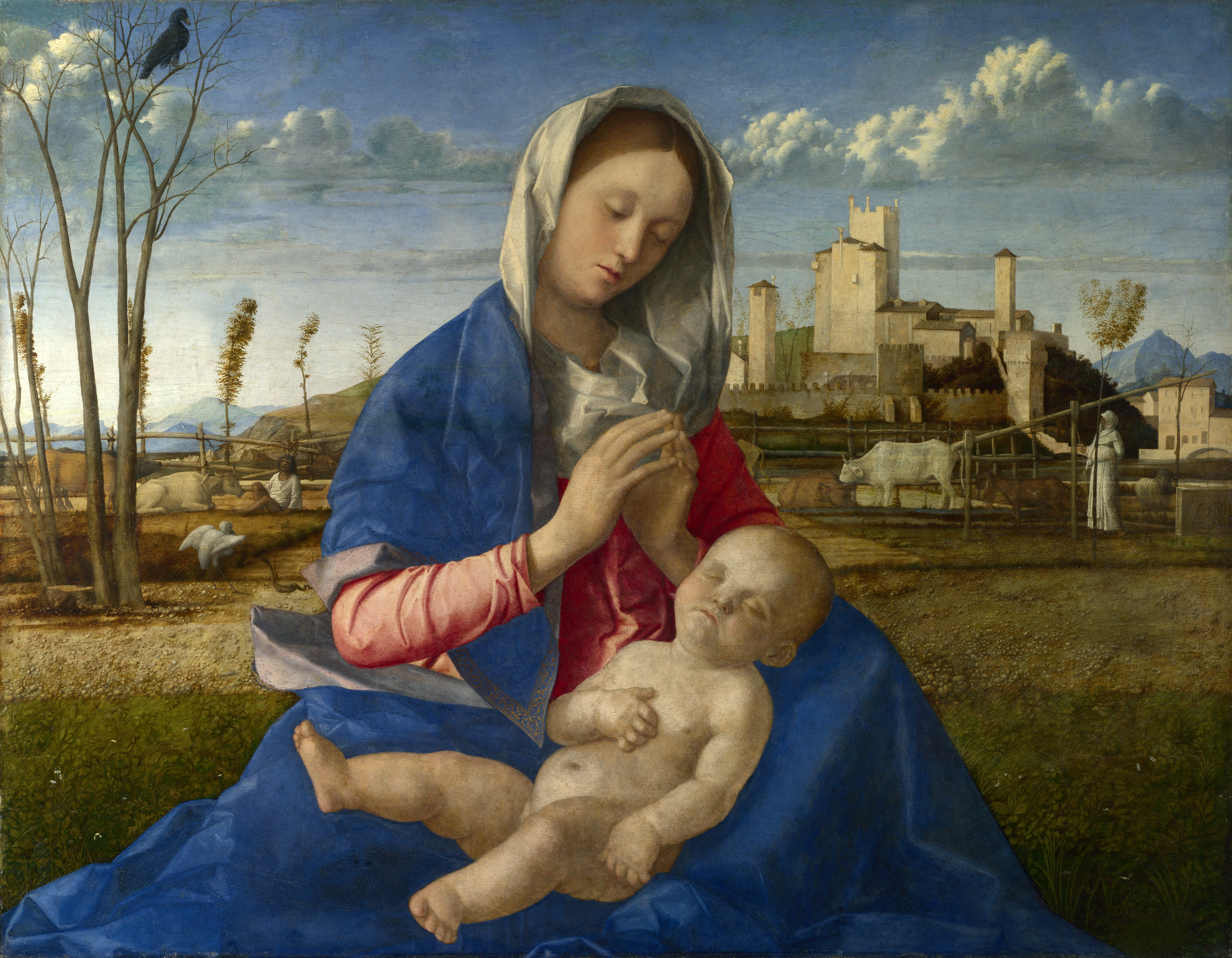
『牧草地の聖母』(1500-1505年ごろ)、ナショナル・ギャラリー (ロンドン)
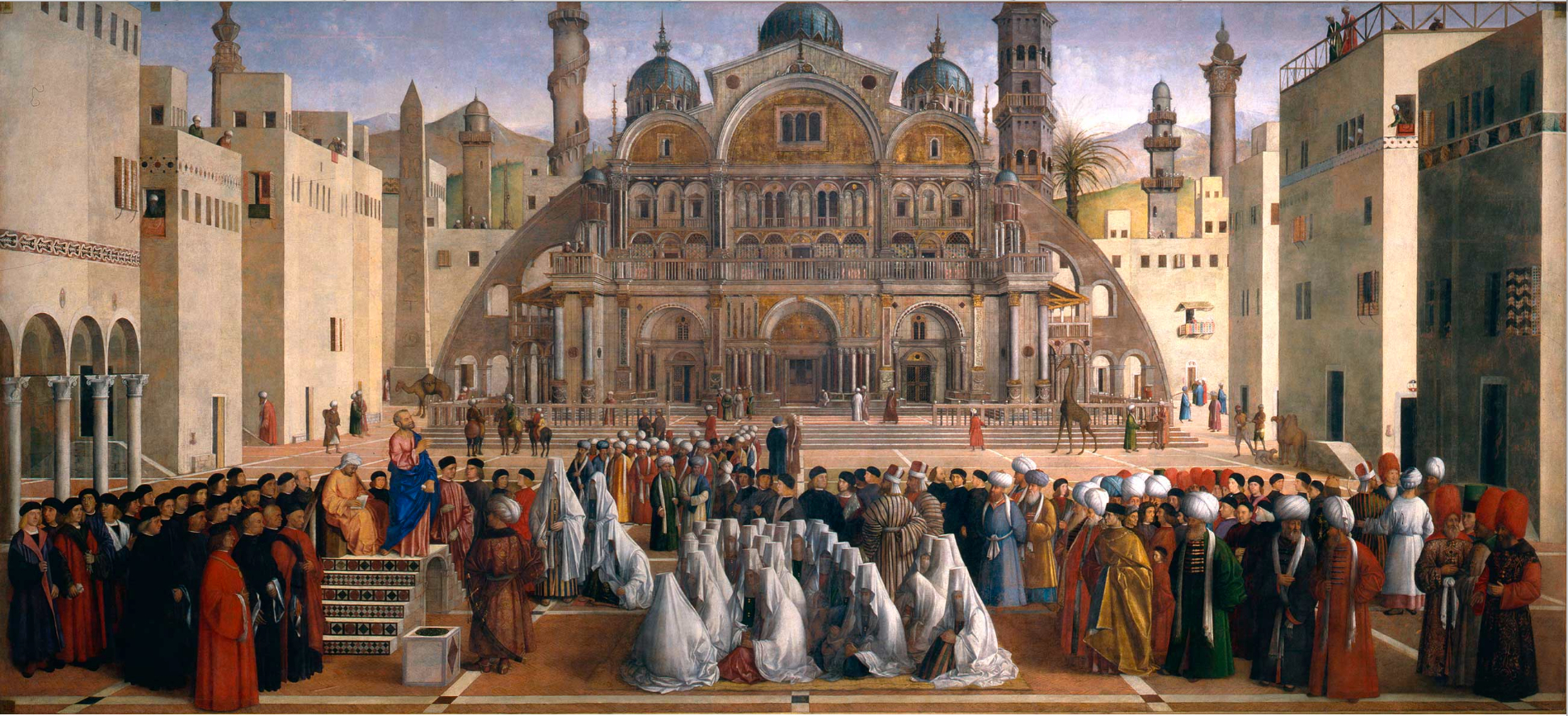
ジェンティーレ・ベッリーニとジョヴァンニ・ベッリーニ『アレクサンドリアでの聖マルコの説教』(1504-1507年)、ブレラ美術館 (ミラノ)
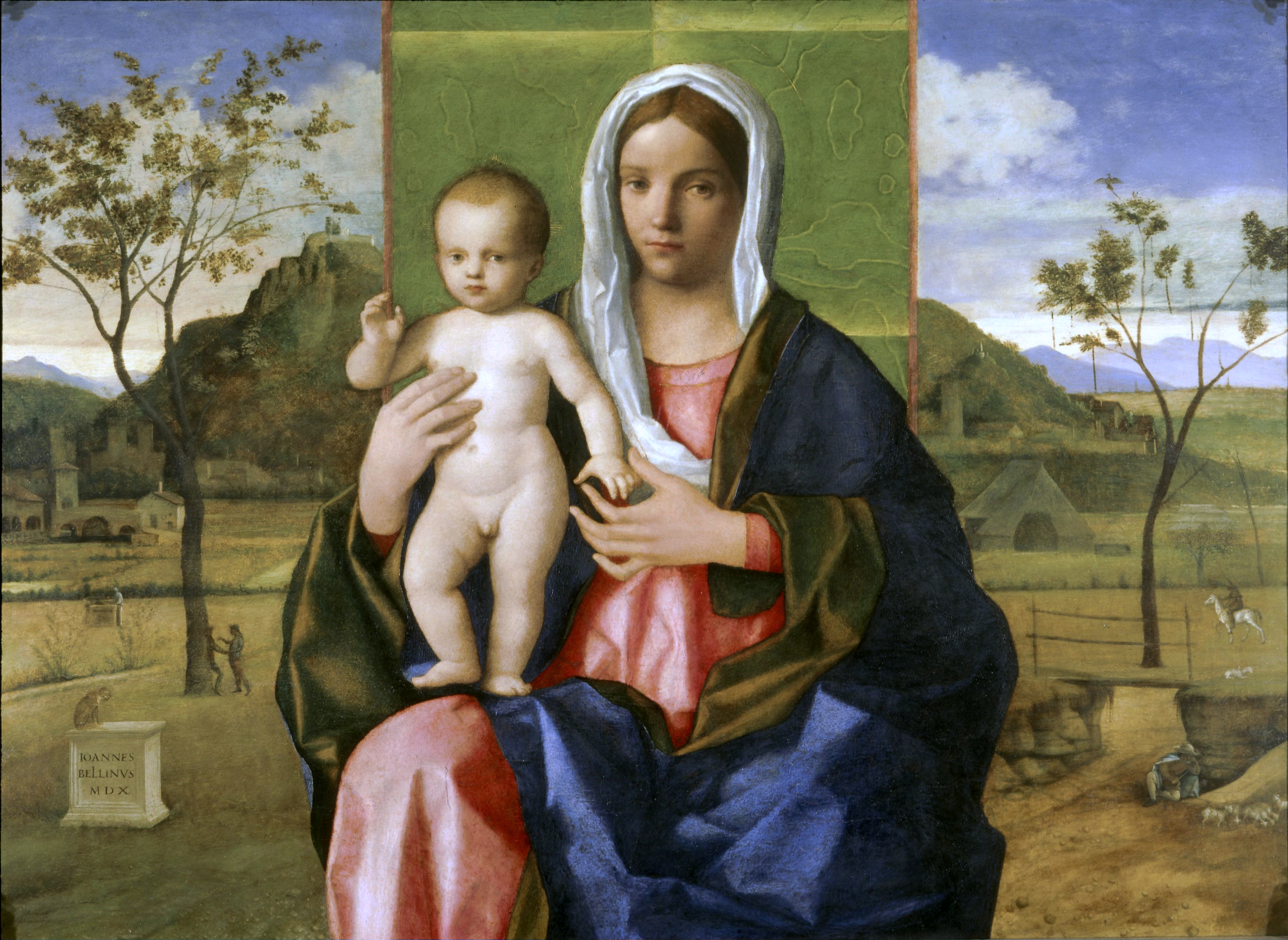
『聖母子』(1510年)、ブレラ美術館 (ミラノ)
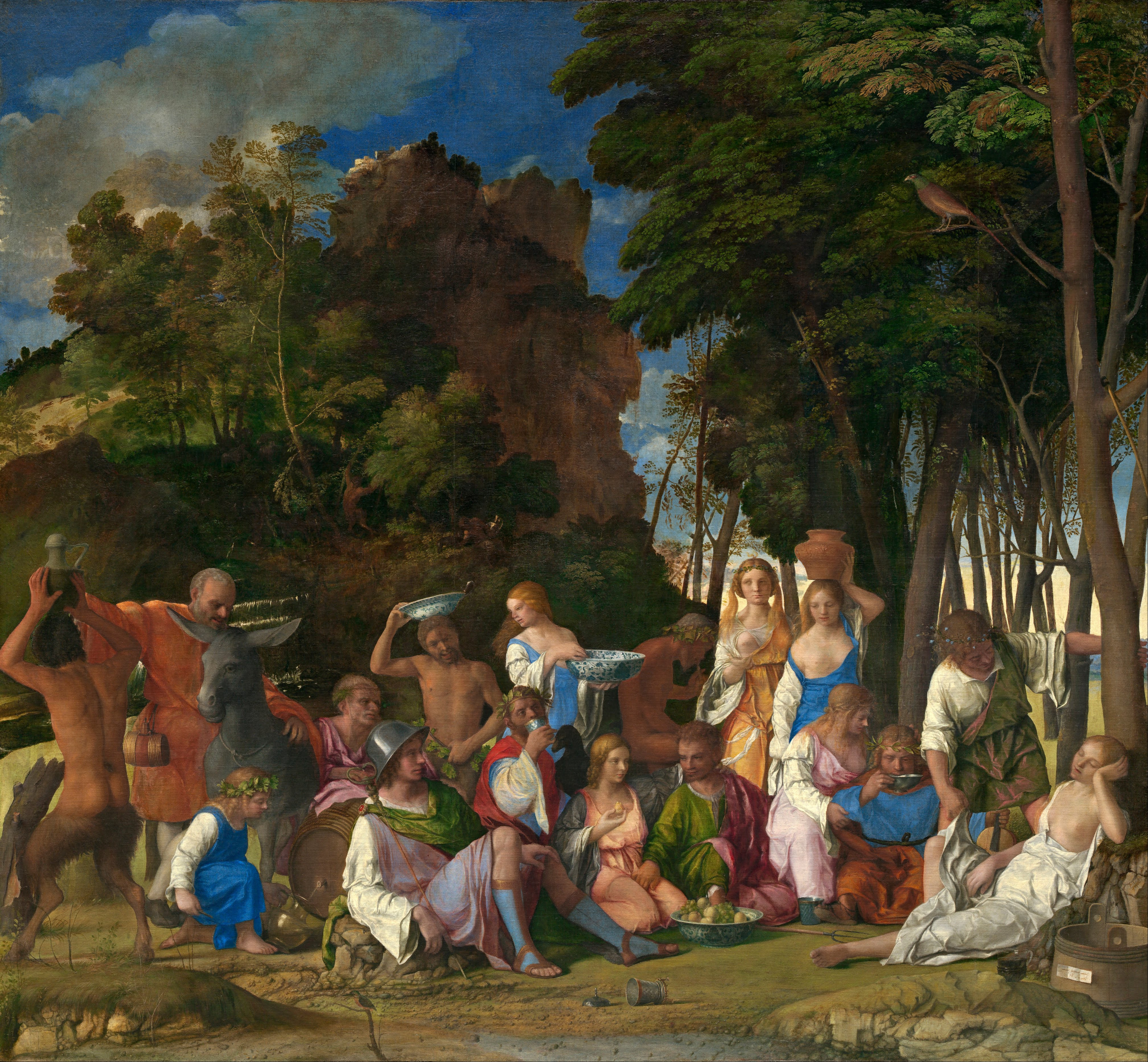
『神々の饗宴』(1514年)、ナショナル・ギャラリー (ワシントン)
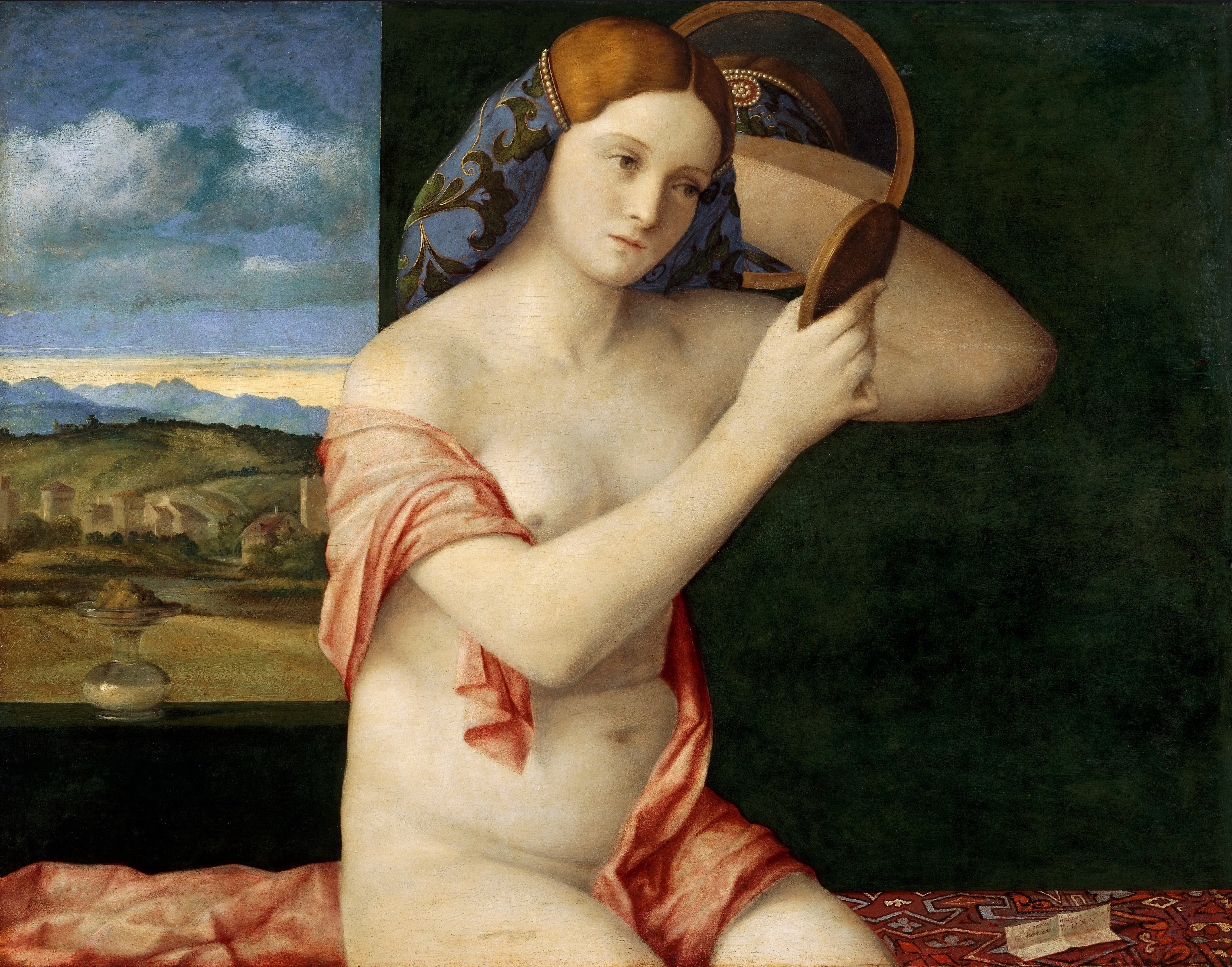
『鏡の前の裸の若い女性』(1515年)、美術史美術館 (ウィーン)

## その他の作品
- 荒野の聖フランチェスコ（英語版）

## 画集解説
- 『ジョヴァンニ・ベリーニ　イタリア・ルネサンスの巨匠たち.22』　
マリオリーナ・オリヴァーリ、篠塚二三男訳、東京書籍、1995年